# Frank Acheampong
Frank Opoku Acheampong (Accra, 1993. október 16. –) ghánai válogatott labdarúgó, aki jelenleg az Tianjin Teda FC játékosa.

## Statisztika

### Válogatott
(2015. január 13. szerint)
| Válogatott | Szezon   | Mérkőzés | Gól |
| ---------- | -------- | -------- | --- |
| Ghána      | 2011-12  | 1        | 0   |
| Ghána      | 2012-13  | 0        | 0   |
| Ghána      | 2013-14  | 1        | 1   |
| Ghána      | 2014-15  | 0        | 0   |
| Összesen   | Összesen | 2        | 1   |

## Sikerei, díjai
- Buriram United
  - Thaiföldi bajnok (1): 2011
  - Thaiföldi kupa (2) : 2011, 2012
  - Thaiföldi ligakupa (2): 2011, 2012
- RSC Anderlecht
  - Belga bajnok (1): 2013–14
  - Belga szuperkupa (2): 2013, 2014

## Külső hivatkozások
- Frank Acheampong Transfermarkt